# Cardiología
La cardiología (del griego καρδία kardía ‘corazón’, y λογία loguía ‘estudio’) es la rama de la medicina que se encarga del estudio, prevención, diagnóstico y tratamiento de las enfermedades del corazón y del sistema circulatorio. Es médica, pero no quirúrgica; los especialistas en el abordaje quirúrgico del corazón son el cirujano cardiaco o el cirujano cardiovascular, una especialidad de cirugía general.

## Subespecialidades
La cardiología es un campo complejo, por eso muchos cardiólogos se subespecializan en diferentes áreas, como la electrofisiología cardíaca, cardiología intervencionista, cardiología nuclear, trastornos del ritmo cardíaco, ecocardiografía. Todos los cardiólogos estudian los trastornos del corazón, pero el estudio de los trastornos cardíacos en adultos y niños requiere diferentes vías de capacitación. Por lo tanto, un cardiólogo de adultos (a menudo llamado simplemente "cardiólogo") no está capacitado para atender a los niños, y los cardiólogos pediátricos no están capacitados para tratar enfermedades cardíacas en adultos. Los aspectos quirúrgicos no están incluidos en la cardiología y son del dominio de la cirugía cardiotorácica. Por ejemplo, la cirugía de bypass de arteria coronaria (CABG), el bypass cardiopulmonar y el reemplazo de válvula son procedimientos quirúrgicos realizados por cirujanos, no por cardiólogos. Sin embargo, algunos procedimientos mínimamente invasivos como el cateterismo cardíaco y el implante de marcapasos son realizados por cardiólogos que tienen capacitación adicional en intervenciones no quirúrgicas (cardiología intervencionista y electrofisiología respectivamente).

### Cardiología de adultos
La cardiología es una especialidad de la medicina interna. Por ejemplo, para ser cardiólogo en los Estados Unidos, una residencia de tres años en medicina interna es seguida por una beca de tres años en cardiología. Es posible especializarse más en una subespecialidad. Las subespecialidades reconocidas en los EE. UU. por el Consejo de acreditación para la educación médica de posgrado son electrofisiología cardíaca, ecocardiografía, cardiología intervencionista y cardiología nuclear. Las subespecialidades reconocidas en los EE. UU. son electrofisiología cardíaca clínica y cardiología intervencionista. Por otro lado, en India, se necesita una residencia de tres años en Medicina General o Pediatría después de MBBS y luego tres años de residencia en cardiología para ser un DM/Diplomado de la Junta Nacional (DNB) en Cardiología.
Por Doximity, los cardiólogos adultos ganan un promedio de $436 849 por año en los EE. UU.

## Requisitos para la formación de cardiólogos
La cardiología es una rama de la medicina. Para obtener el título de cardiólogo los requisitos son variables dependiendo del país concreto. En general se requieren ser licenciado en medicina y cirugía y posteriormente realizar los estudios de la especialidad que suelen tener una duración de cinco años.
A lo largo de su proceso de formación, el médico aspirante a cardiólogo debe familiarizarse con diferentes aspectos relacionados con la especialidad, incluidos los siguientes:
- Cardiología clínica, es decir todo lo relacionado con la asistencia directa a pacientes y la toma de decisiones sobre como actuar en la situación individual de cada uno de ellos.
- Asistencia a situaciones agudas o de urgencia que requieren tratamiento inmediato.
- Medicina hospitalaria, o sea la atención a aquellos pacientes que se encuentran ingresados en un centro sanitario, y medicina extrahospitalaria o ambulatoria para aquellos pacientes que acuden a consulta, pero no precisan estar ingresados en el hospital.
- Cuidados preoperatorios y postoperatorios. La evaluación cardiológica de cualquier paciente antes de ser intervenido es importante para disminuir los riesgos quirúrgicos.
- Cardiología preventiva, es decir el estudio de las medidas que tienden a evitar la aparición de la enfermedad en el campo de la cardiología.
- Epidemiología y rehabilitación cardiaca.

Las áreas de estudio incluyen: anatomía cardiovascular, metabolismo y fisiología cardiovascular, biología molecular del sistema cardiovascular, patología cardiovascular, farmacología cardiovascular, ecocardiografía, electrofisiología y marcapasos, cateterismo cardíaco, cardiología nuclear, cuidados postoperatorios de los pacientes sometidos a cirugía cardíaca, urgencias, medicina preventiva, epidemiología de las enfermedades cardiacas y rehabilitación cardiaca.

## Enfermedades
El número de enfermedades que entran dentro del campo de la cardiología es muy amplio, muchas de ellas ocasionan un cuadro final común que se conoce como insuficiencia cardiaca. A continuación se citan algunos de los procesos más frecuentes que son objeto de estudio y tratamiento por la especialidad.

## Trastornos cardíacos
La cardiología se ocupa del funcionamiento normal del corazón y de las desviaciones de un corazón sano. Muchos trastornos afectan al propio corazón, pero otros se producen fuera de él y en el sistema vascular. Colectivamente, los dos se denominan conjuntamente sistema cardiovascular, y las enfermedades de una parte tienden a afectar a la otra.

### Enfermedad arterial coronaria
La enfermedad arterial coronaria, también conocida como "cardiopatía isquémica", es un grupo de enfermedades que incluye: angina estable, angina inestable, infarto de miocardio, y es una de las causas de muerte súbita cardiaca.  Se encuentra dentro del grupo de las enfermedades cardiovasculares, de las que es el tipo más común. Un síntoma común es el dolor torácico o malestar que puede desplazarse al hombro, brazo, espalda, cuello o mandíbula.En ocasiones puede sentirse como acidez estomacal. Por lo general, los síntomas aparecen con el ejercicio o el estrés emocional, duran menos de unos minutos y mejoran con el reposo.También puede aparecer falta de aire y, en ocasiones, no se presentan síntomas. En ocasiones, el primer signo es un infarto de miocardio. Otras complicaciones son la insuficiencia cardiaca o una latido irregular.
Los factores de riesgo incluyen: presión arterial alta, fumar, diabetes, falta de ejercicio, obesidad, colesterol alto en sangre, mala alimentación y exceso de alcohol, entre otros. Otros riesgos son la depresión. El mecanismo subyacente implica aterosclerosis de la arterias del corazón. Diversas pruebas pueden ayudar al diagnóstico, entre ellas: electrocardiograma, prueba de esfuerzo cardíacoing, angiografía coronaria por tomografía computarizada y angiografía coronaria, entre otras.
La prevención consiste en seguir una dieta sana, hacer ejercicio con regularidad, mantener un peso saludable y no fumar.A veces también se utiliza medicación para la diabetes, el colesterol alto o la hipertensión. Existen pruebas limitadas para el cribado de personas con bajo riesgo y que no presentan síntomas. El tratamiento implica las mismas medidas que la prevención. Pueden recomendarse medicamentos adicionales como antiplaquetarios, incluida aspirina, betabloqueantess o nitroglicerina. Procedimientos como la intervención coronaria percutánea (ICP) o la cirugía de ''bypass'' arterial coronario (CABG) pueden utilizarse en casos graves. En las personas con EAC estable no está claro si la ICP o el CABG además de los otros tratamientos mejoran la esperanza de vida o disminuyen el riesgo de infarto. 
En 2013 la EAC fue la causa de muerte más común a nivel mundial, provocando 8,14 millones de muertes (16,8%) frente a los 5,74 millones de muertes (12%) de 1990.  El riesgo de muerte por EAC para una edad determinada ha disminuido entre 1980 y 2010 especialmente en países desarrollados. El número de casos de EAC para una edad determinada también ha disminuido entre 1990 y 2010. En EE. UU. en 2010 alrededor del 20 % de los mayores de 65 años tenían EAC, mientras que estaba presente en el 7% de los que tenían entre 45 y 64 años, y en el 1,3% de los que tenían entre 18 y 45 años.Las tasas son más altas entre los hombres que entre las mujeres de una edad determinada.

### Arritmia cardiaca
La arritmia cardíaca, también conocida como "disritmia cardíaca" o "latido cardíaco irregular", es un grupo de afecciones en las que el latido cardíaco es demasiado rápido, demasiado lento o irregular en su ritmo. Una frecuencia cardíaca demasiado rápida -por encima de 100 latidos por minuto en adultos- se denomina taquicardia. Una frecuencia cardíaca demasiado lenta -por debajo de 60 latidos por minuto- se denomina bradicardia. Muchos tipos de arritmia no presentan síntomas. Cuando los síntomas están presentes, pueden incluir palpitaciones, o sentir una pausa entre los latidos del corazón. Los síntomas más graves pueden incluir mareos, desmayo, dificultad para respirar o dolor en el pecho. Aunque la mayoría de los tipos de arritmia no son graves, algunos predisponen a la persona a complicaciones como el ictus o la insuficiencia cardiaca. Otras pueden provocar paro cardíaco.
Existen cuatro tipos principales de arritmia: latidos extra, taquicardia supraventriculars, arritmia ventriculars y bradiarritmias. Los latidos extra incluyen contracción auricular prematuras, contracción ventricular prematuras y contracciones prematuras de la unión. Las taquicardias supraventriculares incluyen fibrilación auricular, aleteo auricular y taquicardia supraventricular paroxística. Las arritmias ventriculares incluyen la fibrilación ventricular y la taquicardia ventricular. Las arritmias se deben a problemas con el sistema de conducción eléctrica del corazón. Las arritmias pueden darse en niños; sin embargo, el rango normal de la frecuencia cardiaca es diferente y depende de la edad. Una serie de pruebas pueden ayudar a diagnosticar la arritmia, entre ellas un electrocardiograma y un monitor Holter. 
La mayoría de las arritmias pueden tratarse eficazmente. Los tratamientos pueden incluir medicamentos, procedimientos médicos como un marcapasos y cirugía. Los medicamentos para una frecuencia cardíaca rápida pueden incluir betabloqueantes o agentes que intentan restablecer un ritmo cardíaco normal como la procainamida. Este último grupo puede tener efectos secundarios más significativos especialmente si se toma durante un largo periodo de tiempo. Los marcapasos se utilizan a menudo para frecuencias cardíacas lentas. Las personas con un ritmo cardíaco irregular suelen tratarse con anticoagulantes para reducir el riesgo de complicaciones. Quienes presentan síntomas graves de una arritmia pueden recibir tratamiento urgente con una descarga de electricidad en forma de cardioversión o desfibrilación.
La arritmia afecta a millones de personas. En Europa y Norteamérica, a fecha de 2014, la fibrilación auricular afecta a entre el 2% y el 3% de la población.  La fibrilación auricular y el aleteo auricular provocaron 112 000 muertes en 2013, frente a las 29 000 de 1990.  Muerte súbita cardiaca es la causa de aproximadamente la mitad de las muertes debidas a enfermedades cardiovasculares o alrededor del 15% de todas las muertes a nivel mundial. Alrededor del 80% de las muertes súbitas cardiacas son consecuencia de arritmias ventriculares.Las arritmias pueden aparecer a cualquier edad, pero son más frecuentes entre las personas mayores.

## Procedimientos en cardiología
- Dentro de los procedimientos empleados con finalidad diagnóstica se encuentran los siguientes: electrocardiografía, monitorización continua de 24 horas (test de Holter), prueba de esfuerzo o ergometría, prueba de la tabla vasculante, estudios de sensibilización con fármacos, monitorización ambulatoria de la presión arterial (MAPA), ecocardiografía, tilt test, electrofisiología cardíaca y cateterismo cardíaco.[35][36]
- Algunos de los procedimientos de tratamiento son: angioplastia transluminal percutánea, implantación de marcapasos, ablación de focos de arritmia e implantación de desfibrilador automático.